# کریستین فینگان
کریستین فینگان (انگلیسی: Christian Finnegan؛ زادهٔ ۱ آوریل ۱۹۷۳) هنرپیشه و مجری تلویزیون اهل ایالات متحده آمریکا است.
از فیلم‌ها یا برنامه‌های تلویزیونی که وی در آن نقش داشته‌است می‌توان به همسر خوب اشاره کرد.